# Phi Herculis
Désignations
Phi Herculis (en abrégé φ Her) est une étoile binaire de la constellation boréale d'Hercule. Elle est visible à l'œil nu avec une magnitude apparente combinée de 4,24. Le système présente une parallaxe annuelle de 15,99 mas mesurée par le satellite Hipparcos, ce qui le situe à environ ∼ 204 a.l. (∼ 62,5 pc) de la Terre. Il se rapproche du Système solaire à une vitesse radiale de −16 km/s.

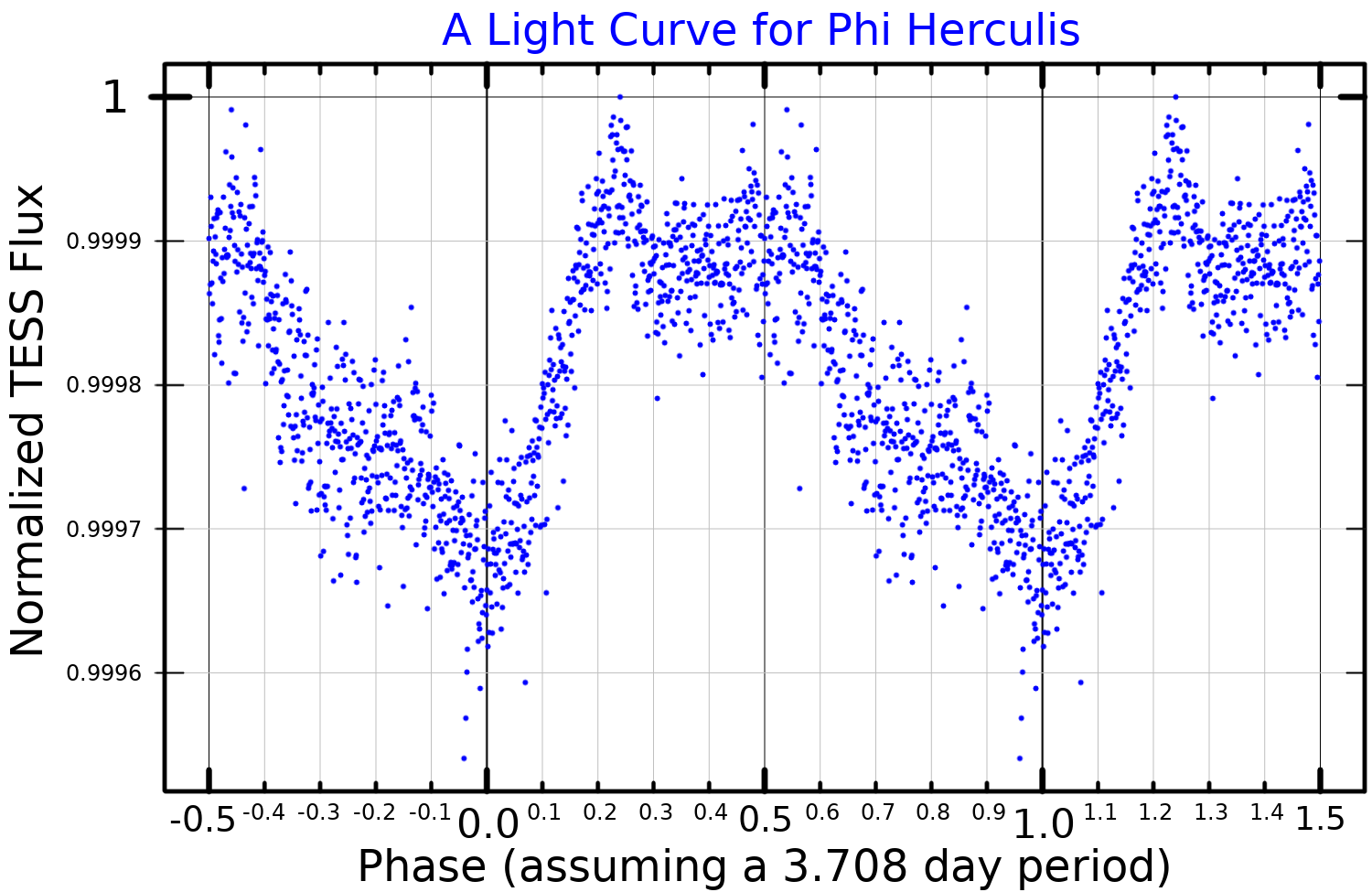
Une courbe de lumière de Phi Herculis qui suppose une période de 3,708 jours, et tracée à partir des données du satellite TESS.

Phi Herculis est une étoile binaire spectroscopique à raies simples avec une période orbitale de 564,8 jours et une excentricité de 0,526. Sa composante primaire, désignée φ Her A, est une étoile bleu-blanc de la séquence principale de type spectral B9VspHgMn. C'est une étoile chimiquement particulière du type à mercure et manganèse, ce qui se traduit par la notation « HgMn » dans son type spectral. L'étoile est provisoirement cataloguée comme une variable de type α2 CVn, avec des variations de luminosité de seulement 0,01 magnitude,.
La composante secondaire, φ Her B, a été résolue pour la première fois par interférométrie en 2004. C'est une étoile blanche de la séquence principale de type spectral A8V. La différence de magnitude entre les deux composantes est de 2,64.